# Traumă majoră

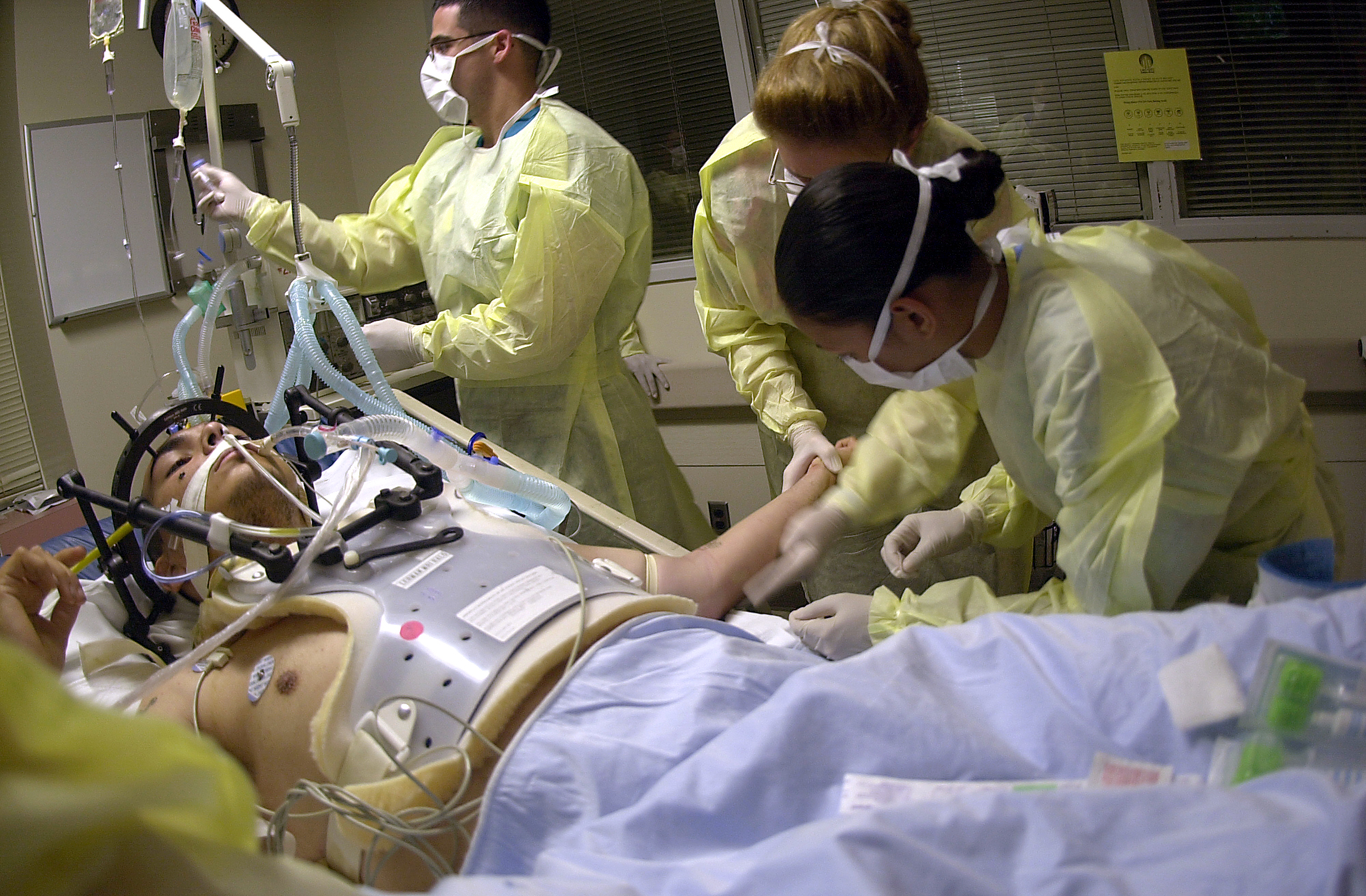
Personal medical îngrijind o persoană aflată pe o targă, cu o rană de armă la cap; pacientul este intubat, iar pe fundal este vizibil un ventilator mecanic

Trauma majoră sau traumatismul major este orice vătămare care are potențialul de a provoca invaliditate prelungită sau deces. Există multe cauze ale traumatismelor majore, contondente și penetrante, inclusiv căderi, coliziuni de autovehicule, răni prin înjunghiere și răni prin împușcare. În funcție de gravitatea vătămării, rapiditatea gestionării și transportul la o unitate medicală adecvată (numită centru de traumă) pot fi necesare pentru a preveni pierderea vieții sau a unui membru. Evaluarea inițială este critică și implică o evaluare fizică și, de asemenea, poate include utilizarea instrumentelor imagistice pentru a determina cu precizie tipurile de leziuni și pentru a formula un curs de tratament.
În 2002, rănile accidentale și intenționate au fost a cincea și a șaptea cauză de deces la nivel mondial, reprezentând 6,23% și 2,84% din toate decesele. În scopuri de cercetare, definiția se bazează adesea pe un scor de severitate a leziunii (ISS) mai mare de 15.

## Clasificare
În general, leziunile sunt clasificate fie în funcție de gravitate, fie de localizarea vătămărilor sau de o combinație a ambelor. Traumele pot fi, de asemenea, clasificate pe grupe demografice, cum ar fi vârsta sau sexul.